# 中谷聰美
中谷聰美（日语：中谷 さとみ，1975年9月4日—），日本女演員。出身於奈良縣。舞台劇團·劇團☆新感線團員。身高163cm。O型血。

## 人物簡介
立命館大學在學期間開始話劇演出。1997年畢業之後加入舞台劇團「劇團☆新感線」開始從事舞台劇事業。
1998年，與遊戲編劇佐佐木智廣、同屬劇團的演員泰森大屋共3人組成小型劇團組合「Afro13」。
成立初期主要以京都為活動據點。2000年之後活動據點轉移至東京、大阪。2002年在海外擴展演出，第一場公演地點在台灣。

## 主要演出作品

### 舞台

#### 劇團☆新感線
- 『髑髏城的七人（日语：髑髏城の七人）』
- 『LOST SEVEN』
- 『星之忍者』
- 『BEAST IS RED ～野獸郎晉見！』
- 『大江戶火箭』
- 『天保十二年』
- 『夢無法者』
- 『阿弖流為（日语：アテルイ (劇団☆新感線の舞台)）』
- 『七芒星』
- 『西遊記 ～PSY U CHIC～』
- 『犬夜叉 (舞台劇)』
- 『素戔嗚尊 -神劍之物語-』
- 『阿修羅城之眼（日语：阿修羅城の瞳）』
- 『Let's GO！忍法帖』
- 『髑髏城的七人 ～～』
- 『SHIROH（日语：SHIROH）』
- 『吉原御免狀』

#### 其它公演
- 『VOYAGE』（Bunkamura）
- 音樂活劇
- 月影十番勝負第九番『庄造二人』

### 電影動畫
2008年
- Genius Party Beyond（日语：ジーニアス・パーティ#ジーニアス・パーティ・ビヨンド）「MOONDRIVE」（由紀）

### 電視劇
- 女囚7人（日语：女囚セブン） 第6話－最終話（2017年，朝日電視台）－高見澤楓

### 遊戲配音
1998年
- SAMURAI SPIRITS 2 阿斯拉斬魔傳（壞帝由加）
- 幕末浪漫第二幕 月華劍士 ～月下芳華、委地之花～（真田小次郎〈真田香織〉）

2000年
- 酷酷卡通遊（日语：COOL COOL TOON）（朗克）

## 外部連結
- Afro13 Official Web Site （日語）－小型劇團組合「Afro13」官方網站。
- Village Artist公式官網的團員簡歷 （页面存档备份，存于） （日語）
- 劇團☆新感線OFFICIAL WEB SITE （页面存档备份，存于）官方網站 （日語）